# Dnipro-Buh-estuariet
Dnipro-Buh-estuariet (ukrainska: Дніпровсько-Бузький лиман, Dniprovsko-Buzkyj lyman), eller Dnepr-Bug-estuariet (ryska: Днепро-Бугский лиман), är Svarta havets största estuarium. Det är beläget på den ukrainska kusten, i oblasten Cherson och Mykolajiv.
Dnipro-Buh-estuariet utgörs av både floden Dnipros (Dneprs) estuarium, cirka 60 km långt med en största bredd på 15–16 km, och Södra Buhs estuarium, 50 km långt och 2–10 km brett. Det har en total yta på omkring 1000 km² och en volym på drygt 4,2 km³. Djupet är i allmänhet 2–7 m, bitvis 10–13 m och i de konstruerade farlederna 10–15 m.

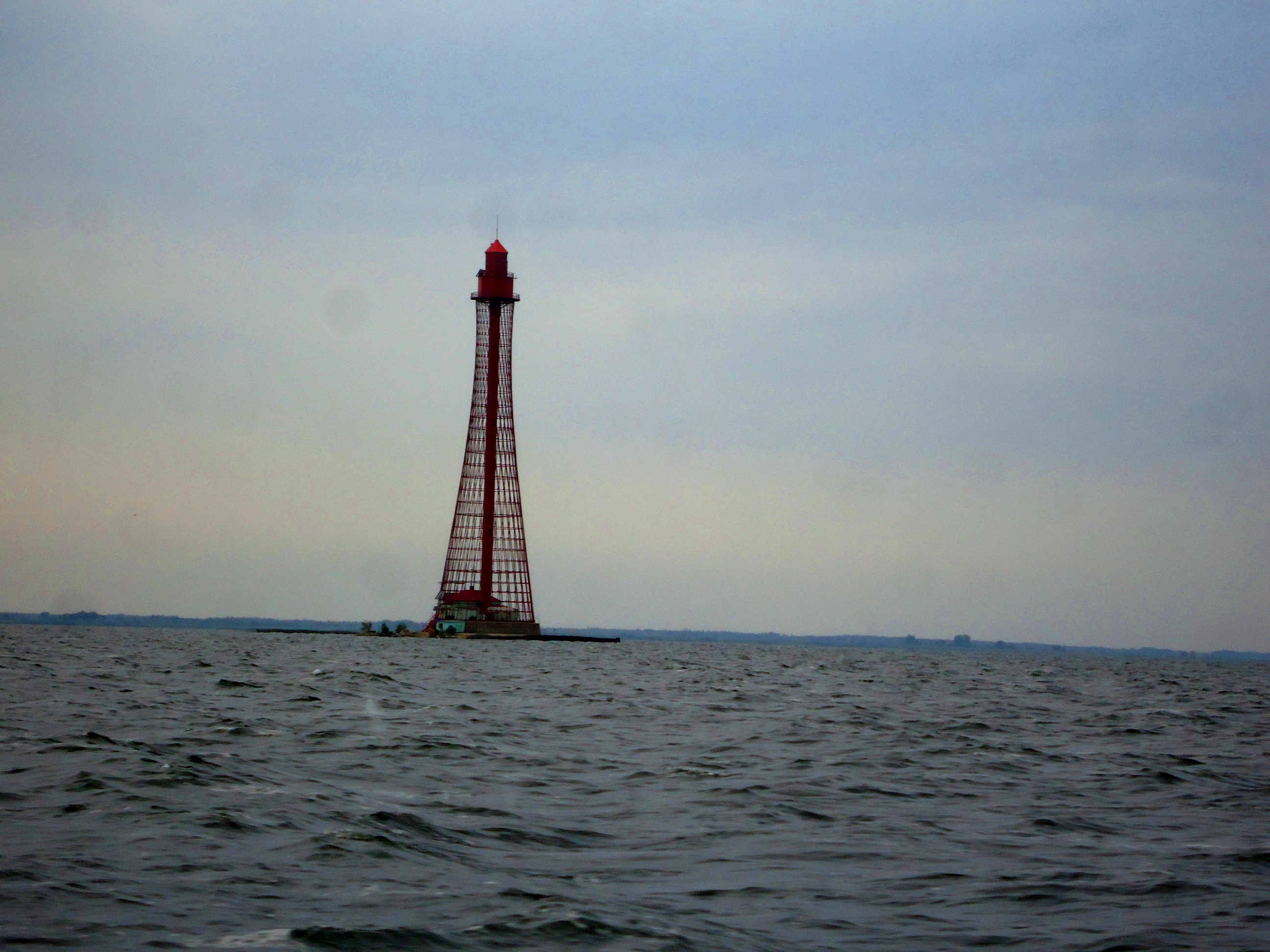
Adzjyholskyj fyr i estuariet, nära Dnipros mynning.

Estuariet avgränsas i söder av Kinburnhalvön mot Jahorlykbukten (Ягорлицька затока) i Svarta havet.
Estuariet är öppet i den västra änden, där det har fritt utbyte med Svarta havets vatten. Saliniteten, salthalten, är därför lägst vid flodmynningarna, som tillför sötvatten, och högst nära utloppet i väster, där vattnet är bräckt.
Vid estuariet ligger två större hamnstäder, Mykolajiv längst in i Södra Buhs estuarium, och Otjakiv på norra sidan av mynningen vid Svarta havet.
På mynningens södra sida finns Kinburnudden, där fästningen Kinburn en gång stod.
Dnipro-Buh-estuariet tar emot vatten från kraftigt exploaterade floder, framför allt den stora Dniprofloden. Dammbyggen och uttag av vatten uppströms har bland annat påverkat vattengenomströmningen, samtidigt som floderna tagit emot mycket föroreningar. Den försämrade livsmiljön är huvudskälet till att fiskfångsten i estuariet under 1990-talet minskade med drygt två tredjedelar.